# トマス・オンズロー (第2代オンズロー男爵)
第2代オンズロー男爵トマス・オンズロー（英語: Thomas Onslow, 2nd Baron Onslow、1679年11月27日洗礼 – 1740年6月5日）は、イギリスの政治家、貴族。

## 生涯
初代オンズロー男爵リチャード・オンズローとエリザベス・タルス（Elizabeth Tulse、1661年1月3日洗礼 – 1718年11月25日、ロンドン市長ヘンリー・タルスの娘）の息子として生まれ、1679年11月27日に洗礼を受けた。1691年から1693年までイートン・カレッジで教育を受けた後、1697年に大同盟戦争の講和会議におけるイングランド代表とともにデン・ハーグに渡り、1698年1月に初代ポートランド伯爵ウィリアム・ベンティンク率いる使節団に随行してパリに向かった。
1702年イングランド総選挙でガットン選挙区から出馬して、現職で引退するトマス・ターギスの後援を受けて当選、議会でホイッグ党員としてタッカー（トーリー党における、便宜的国教徒禁止法案と金銭法案を一緒に議決することで、前者を通過させる動き）をめぐる法案に反対した。1705年イングランド総選挙ではターギスが1704年に死去したためガットンでの地盤を失い、サイレンセスター選挙区から出馬する動きも失敗に終わったが、1705年11月にチチェスター選挙区で行われた補欠選挙で当選して議員に復帰した。
1708年イギリス総選挙では3つの選挙区から出馬したが、サイレンセスター選挙区ではまたしても敗れ、ヘイズルミア選挙区とブレッチングリー選挙区では無投票当選を果たした（最終的には後者の代表として議員を務めた）。1710年にヘンリー・サシェヴェレルの弾劾に賛成した後、1710年イギリス総選挙でホイッグ党不利の情勢になったため、ヘイズルミアとブレッチングリーから出馬、今度はブレッチングリーでのみ当選した。1711年12月に「スペインなくして講和なし」の動議に賛成、1712年2月に「防壁条約がグレートブリテンの貿易と利益を損なった」の動議に反対した後、1713年イギリス総選挙でヘイズルミアとブレッチングリーの両方で当選した（直前と同じく後者の代表として議員を務めることを選択した）。
1714年にジョージ1世が即位すると、オンズローはハノーヴァー朝の王位継承を支持していたこともあり1715年11月にOut-Ranger of Windsor Forestに任命され、ブレッチングリー選挙区の議席から辞任したが、すぐにサリー選挙区の補欠選挙で当選した。1717年10月7日にケンブリッジ大学よりLL.D.の学位を授与され、12月5日に父が死去するとオンズロー男爵の爵位を継承してサリー統監に任命され、さらに1718年に財務省出納官に任命された。1720年に「オンズローのバブル」（Onslow's Bubble）と呼ばれる保険会社（後の王立取引所保険社）の総裁を務めた。また、爵位継承の後もサリー選挙区における選挙活動に関わったという。
1737年8月29日、サリー首席治安判事に任命された。
1740年6月5日に死去、息子リチャードが爵位を継承した。

## 家族
1708年11月17日、エリザベス・ナイト（1731年4月19日没、ジョン・ナイトの娘）と結婚、1男をもうけた。
- リチャード（1713年 – 1776年） - 第3代オンズロー男爵